# Anni 700
Gli anni 700 sono il decennio che comprende gli anni dal 700 al 709 inclusi.

## Eventi, invenzioni e scoperte

### Europa

#### Regno Franco
- 695-711 – Regno di Childeberto III: Il re Childeberto III, salito al trono alla morte del padre, era troppo giovane per regnare e per questo venne affiancato dal maggiordomo di palazzo Pipino di Herstal, che mosse diverse campagne militari vittoriose verso i Frisoni, che terminarono con la conquista della Frisia.

#### Regno Longobardo
- 700: Morte di Cuniperto. Il figlio Liutperto diventa re dei longobardi, ma essendo ancora minorenne, per volontà del padre, viene affiancato da Ansprando, duca di Asti.
- 701: Ragimperto, duca di Torino, insorge e sconfigge l’esercito di Ansprando, deponendo Liutperto. Immediatamente associa al trono il figlio Ariperto II. Poco dopo essere diventato re muore improvvisamente.
- 701: Ansprando raduna un esercito e si allea con altri duchi del regno longobardo, imprigionando Ariperto II e restituendo il trono a Liutperto.
- 702: Ariperto II viene liberato e fugge dalla prigionia. Poco dopo sconfigge Ansprando e Liutperto a Pavia, diventando definitivamente re dei longobardi.
- 704: Ariperto II restituisce al papa le Alpi Cozie.

#### Impero romano d’Oriente

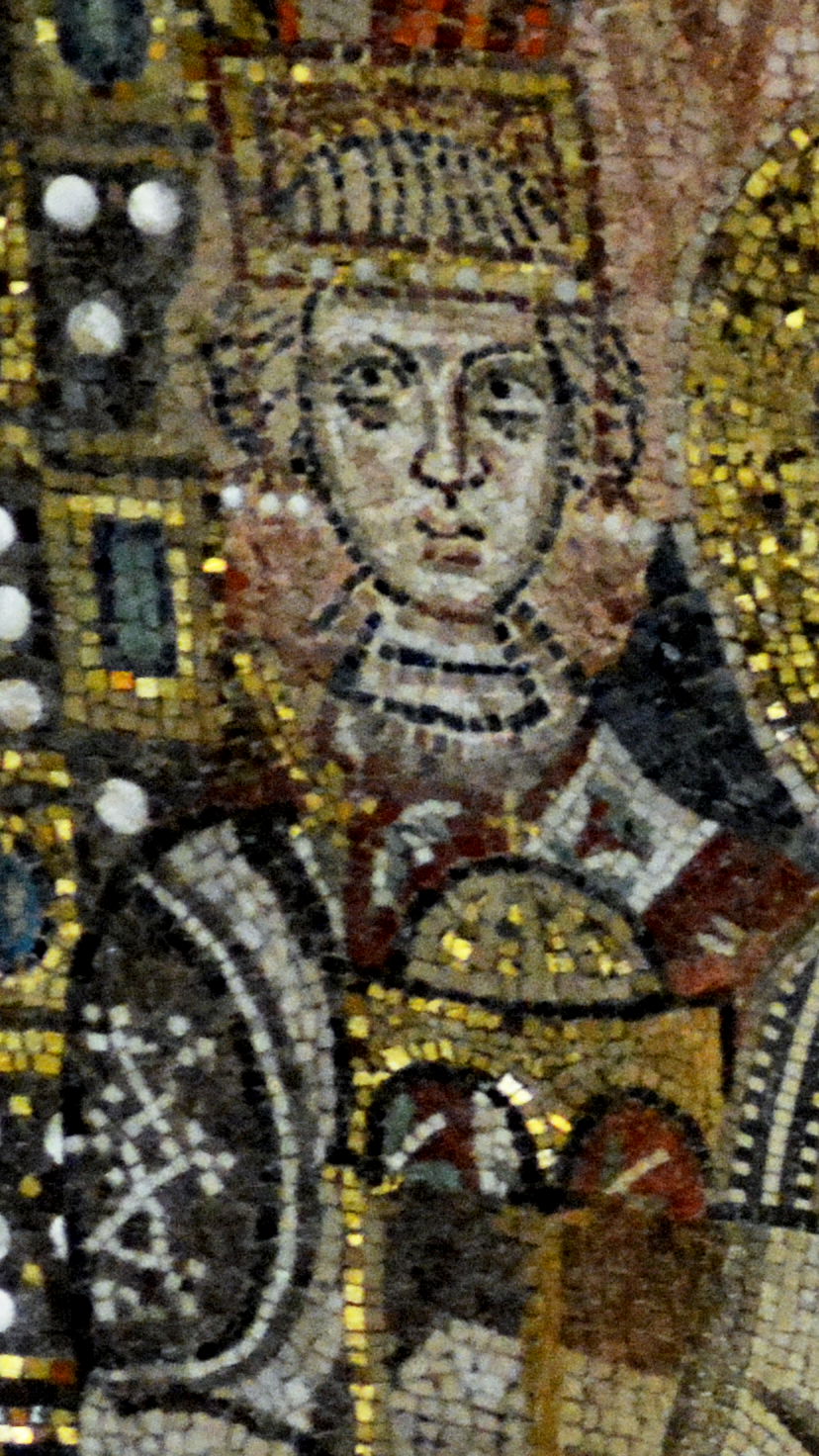
L’imperatore Giustiniano II raffigurato in un mosaico della basilica di Sant'Apollinare in Classe a Ravenna

- 704: Giustiniano II, ancora in esilio, si reca alla corte del khan dei bulgari Tervel, che gli fornisce l’aiuto necessario per riprendersi il trono.
- 704: Tiberio III, sconfitto dagli arabi in Africa, viene deposto da Giustiniano II che, con l’aiuto dei bulgari, entra a Costantinopoli e diventa imperatore
- 708: Giustiniano II rompe ogni accordo con Tervel, muovendo guerra ai bulgari per riprendersi i territori ceduti al momento della sua incoronazione. L’attacco però fallisce e viene sconfitto ad Anchialo.

#### Repubblica di Venezia
- 700: Paoluccio Anafesto stipula un trattato di pace con Liutperto, che definisce i confini del territorio veneto sotto il controllo del Doge.

#### Califfato Omayyade
- 700: Utilizzando l’oro saccheggiato dalle chiese cristiane assediate e dalle priamidi egizie, viene coniato il dinar.
- 707: Viene fondato il primo ospedale pubblico della storia islamica.

### Altro

#### Religione
- 700: Viene riammessa la diocesi d’Aquileia, che si era staccata da Roma nel 553.
- 8 settembre 701: Morte di papa Sergio I.
- 30 ottobre 701: Diventa papa Giovanni VI.
- 704: Le Alpi Cozie vengono restituite al papa dal re longobardo Ariperto II.
- 11 gennaio 705: Morte di Giovanni VI.
- 1 marzo 705: Diventa papa Giovanni VII.
- 705: Giustiniano II, ritornato sul trono di Costantinopoli, riprende i rapporti con il papa.
- 18 ottobre 707: Morte di Giovanni VII. Diventa papa Sisinnio.
- 4 febbraio 708: Morte di papa Sisinnio.
- 25 marzo 708: Diventa papa Costantino.

## Personaggi
- Giustiniano II, imperatore bizantino
- Ariperto II, re longobardo
- Ansprando, duca di Asti